# Perwoswaniwka (Kropywnyzkyj)
Perwoswaniwka (ukrainisch Первозванівка; russisch Первозвановка Perwoswanowka) ist ein Dorf im Zentrum der ukrainischen Oblast Kirowohrad mit etwa 500 Einwohnern.

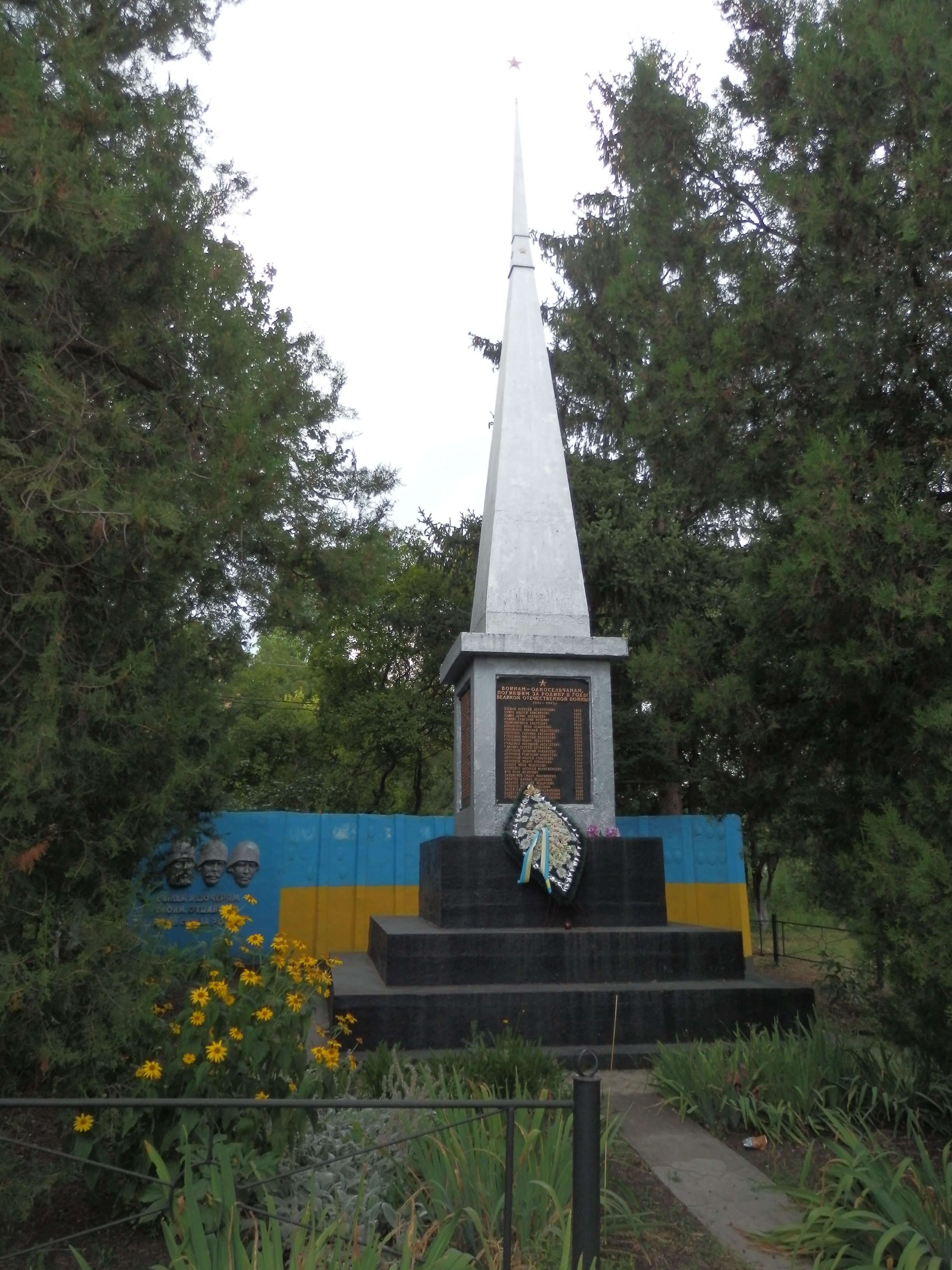
Denkmal im Ort

Das Dorf wurde Mitte des 19. Jahrhunderts zum ersten Mal schriftlich erwähnt und liegt am Westufer des Inhul, 8 Kilometer südöstlich der Rajons- und Oblasthauptstadt Kropywnyzkyj.

## Verwaltungsgliederung
Am 22. März 2017 wurde das Dorf zum Zentrum der neugegründeten Landgemeinde Perwoswaniwka (Первозванівська сільська громада/Perwoswaniwska silska hromada). Zu dieser zählten die 9 Dörfer Fedoriwka, Kalyniwka, Mykolajiwski Sady, Neopalymiwka, Paraschtschyne Pole, Popiwka, Sonjatschne, Sorja und Stepowe, bis dahin bildete es zusammen mit den Dörfern Neopalymiwka, Popiwka, Sonjatschne und Sorja die gleichnamige Landratsgemeinde Perwoswaniwka (Первозванівська сільська рада/Perwoswaniwska silska rada) im Süden des Rajons Kropywnyzkyj.
Am 5. April 2019 kam noch das Dorf Klynzi zum Gemeindegebiet, am 12. Juni 2020 kamen noch 8 weitere in der untenstehenden Tabelle aufgelistete Dörfer zum Gemeindegebiet.
Folgende Orte sind neben dem Hauptort Perwoswaniwka Teil der Gemeinde:
| Name                     | Name              | Name                                    |
| ukrainisch transkribiert | ukrainisch        | russisch                                |
| ------------------------ | ----------------- | --------------------------------------- |
| Bereschynka              | Бережинка         | Бережинка (Bereschinka)                 |
| Demeschkowe              | Демешкове         | Демешково (Demeschkowo)                 |
| Fedoriwka                | Федорівка         | Фёдоровка (Fjodorowka)                  |
| Hajiwka                  | Гаївка            | Гаевка (Gajewka)                        |
| Kalyniwka                | Калинівка         | Калиновка (Kalinowka)                   |
| Klynzi                   | Клинці            | Клинцы (Klinzy)                         |
| Ljubo-Nadeschdiwka       | Любо-Надеждівка   | Любо-Надеждовка (Ljubo-Nadeschdowka)    |
| Makowe                   | Макове            | Маково (Makowo)                         |
| Mykolajiwski Sady        | Миколаївські Сади | Николаевские Сады (Nikolajewskije Sady) |
| Neopalymiwka             | Неопалимівка      | Неопалимовка (Neopalimowka)             |
| Nowohryhoriwka           | Новогригорівка    | Новогригоровка (Nowogrigorowka)         |
| Paraschtschyne Pole      | Паращине Поле     | Паращино Поле (Paraschtschino Pole)     |
| Pokrowske                | Покровське        | Покровское (Pokrowskoje)                |
| Popiwka                  | Попівка           | Поповка (Popowka)                       |
| Sorja                    | Зоря              | Заря (Sarja)                            |
| Sonjatschne              | Сонячне           | Солнечное (Solnetschnoje)               |
| Stepowe                  | Степове           | Степовое (Stepowoje)                    |
| Werchiwzi                | Верхівці          | Верховцы (Werchowzy)                    |